# トラベルカード・ゾーン1
トラベルカード・ゾーン1（英語: Travelcard zone 1）は、ロンドン交通局が設定した、ロンドン地下鉄、ロンドン・オーバーグラウンド、ドックランズ・ライト・レイルウェイ、ナショナル・レールの運賃計算に使用されるゾーンのうち、中心部にあるゾーンである。ほとんどの場合、ゾーン1を通過するルートは、同じ距離のゾーン1を通過しないルートに比べて高い運賃設定がされている。ゾーン1にはセントラル・ロンドンの全ての地区、主な観光地のほとんど、主なターミナル駅、シティ・オブ・ロンドン、ウエスト・エンドが含まれており、東西に約6マイル (9.7 km)、南北に約4マイル (6.4 km)、面積は約45平方キロメートルとなっている。

## 背景

運賃ゾーン1の地図

ロンドンは同心円状になっている6ゾーンに分けられており、うちゾーン1はサークル線の循環部分を取り巻くような形で、シティ・オブ・ロンドン、ウエスト・エンド、ホルボーン、ケンジントン、パディントンが含まれている。（ただし、ゾーン1に含まれている駅のうち、オールド・ストリート駅、エンジェル駅、ピムリコ駅など合計15駅はサークル線上でもその円の中にも含まれていない。）ロンドン地下鉄の路線はいずれもゾーン1に停車駅がある。ゾーン1は各駅間の距離の近さが特徴となっており、うちコヴェント・ガーデン駅とレスター・スクウェア駅は300mしか離れておらず、鉄道網の中でも最も近い距離となっている。沿革としてはまず1981年10月14日に「シティ」と「ウエスト・エンド」という運賃ゾーンが制定されており、1983年には両ゾーンが合併してゾーン1となった。

## 駅の一覧
下記は現行の運賃ゾーン1か、1981年から1983年のシティとウエスト・エンド運賃ゾーンに属する鉄道駅の一覧である。
| 駅                                                            | 地方行政区画                     | 運営会社                           | 1981から1983年までの運賃ゾーン | 注                  |
| ------------------------------------------------------------- | -------------------------------- | ---------------------------------- | ------------------------------ | ------------------- |
| アルドゲイト駅                                                | シティ・オブ・ロンドン           | ロンドン地下鉄                     | シティ                         |                     |
| アルドゲイト・イースト駅                                      | タワーハムレッツ                 | ロンドン地下鉄                     | シティ                         |                     |
| エンジェル駅                                                  | イズリントン                     | ロンドン地下鉄                     | シティ                         |                     |
| ベイカー・ストリート駅                                        | ウェストミンスター               | ロンドン地下鉄                     | ウエスト・エンド               |                     |
| バンク駅                                                      | シティ・オブ・ロンドン           | ロンドン地下鉄                     | シティ                         |                     |
| バービカン駅                                                  | シティ・オブ・ロンドン           | ロンドン地下鉄                     | シティ                         |                     |
| ベイズウォーター駅                                            | ウェストミンスター               | ロンドン地下鉄                     | ウエスト・エンド               |                     |
| ブラックフライアーズ駅                                        | シティ・オブ・ロンドン           | ロンドン地下鉄                     | シティ                         |                     |
| ブラックフライアーズ駅                                        | シティ・オブ・ロンドン           | テムズリンク                       | N/A                            |                     |
| ボンド・ストリート駅                                          | ウェストミンスター               | ロンドン地下鉄                     | ウエスト・エンド               |                     |
| ボロ駅                                                        | サザーク                         | ロンドン地下鉄                     | シティ                         |                     |
| キャノン・ストリート駅                                        | シティ・オブ・ロンドン           | ロンドン地下鉄                     | シティ                         |                     |
| キャノン・ストリート駅                                        | シティ・オブ・ロンドン           | ネットワーク・レール               | N/A                            |                     |
| チャンスリー・レーン駅                                        | カムデン                         | ロンドン地下鉄                     | シティ                         |                     |
| チャリング・クロス駅                                          | ウェストミンスター               | ロンドン地下鉄                     | 両方                           |                     |
| チャリング・クロス駅                                          | ウェストミンスター               | ネットワーク・レール               | N/A                            |                     |
| シティ・テムズリンク駅                                        | シティ・オブ・ロンドン           | テムズリンク                       | N/A                            |                     |
| コヴェント・ガーデン駅                                        | ウェストミンスター               | ロンドン地下鉄                     | 両方                           |                     |
| アールズ・コート駅                                            | ケンジントン・アンド・チェルシー | ロンドン地下鉄                     | ウエスト・エンド               | ゾーン2にも含まれる |
| エッジウェア・ロード駅 (ベーカールー線)                       | ウェストミンスター               | ロンドン地下鉄                     | ウエスト・エンド               |                     |
| エッジウェア・ロード駅 (サークル線)                           | ウェストミンスター               | ロンドン地下鉄                     | ウエスト・エンド               |                     |
| エレファント&キャッスル駅                                     | サザーク                         | ロンドン地下鉄                     | シティ                         | ゾーン2にも含まれる |
| エンバンクメント駅                                            | ウェストミンスター               | ロンドン地下鉄                     | 両方                           |                     |
| ユーストン駅                                                  | カムデン                         | ネットワーク・レール               | N/A                            |                     |
| ユーストン駅                                                  | カムデン                         | ロンドン地下鉄                     | 両方                           |                     |
| ユーストン・スクエア駅                                        | カムデン                         | ロンドン地下鉄                     | 両方                           |                     |
| ファリンドン駅                                                | イズリントン                     | ロンドン地下鉄                     | シティ                         |                     |
| フェンチャーチ・ストリート駅                                  | シティ・オブ・ロンドン           | c2c                                | N/A                            |                     |
| グロスター・ロード駅                                          | ケンジントン・アンド・チェルシー | ロンドン地下鉄                     | ウエスト・エンド               |                     |
| グージ・ストリート駅                                          | カムデン                         | ロンドン地下鉄                     | 両方                           |                     |
| グレート・ポートランド・ストリート駅                          | ウェストミンスター               | ロンドン地下鉄                     | ウエスト・エンド               |                     |
| グリーン・パーク駅                                            | ウェストミンスター               | ロンドン地下鉄                     | ウエスト・エンド               |                     |
| ハイ・ストリート・ケンジントン駅                              | ケンジントン・アンド・チェルシー | ロンドン地下鉄                     | ウエスト・エンド               |                     |
| ホルボーン駅                                                  | カムデン                         | ロンドン地下鉄                     | 両方                           |                     |
| ホクストン駅                                                  | ハックニー                       | ロンドン・オーバーグラウンド       | N/A                            | ゾーン2にも含まれる |
| ハイド・パーク・コーナー駅                                    | ウェストミンスター               | ロンドン地下鉄                     | ウエスト・エンド               |                     |
| キングス・クロス駅                                            | カムデン                         | ネットワーク・レール               | N/A                            |                     |
| キングス・クロス・セント・パンクラス駅                        | カムデン                         | ロンドン地下鉄                     | 両方                           |                     |
| ナイツブリッジ駅                                              | ケンジントン・アンド・チェルシー | ロンドン地下鉄                     | ウエスト・エンド               |                     |
| ランベス・ノース駅                                            | ランベス                         | ロンドン地下鉄                     | 両方                           |                     |
| ランカスター・ゲート駅                                        | ウェストミンスター               | ロンドン地下鉄                     | ウエスト・エンド               |                     |
| レスター・スクウェア駅                                        | ウェストミンスター               | ロンドン地下鉄                     | 両方                           |                     |
| リバプール・ストリート駅                                      | シティ・オブ・ロンドン           | ロンドン地下鉄                     | シティ                         |                     |
| リバプール・ストリート駅                                      | シティ・オブ・ロンドン           | ネットワーク・レール               | N/A                            |                     |
| ロンドン・ブリッジ駅                                          | サザーク                         | ロンドン地下鉄                     | シティ                         |                     |
| ロンドン・ブリッジ駅                                          | サザーク                         | ネットワーク・レール               | N/A                            |                     |
| マンション・ハウス駅                                          | シティ・オブ・ロンドン           | ロンドン地下鉄                     | シティ                         |                     |
| マーブル・アーチ駅                                            | ウェストミンスター               | ロンドン地下鉄                     | ウエスト・エンド               |                     |
| メリルボーン駅                                                | ウェストミンスター               | ロンドン地下鉄                     | ウエスト・エンド               |                     |
| メリルボーン駅                                                | ウェストミンスター               | チルターン・レイルウェイズ         | N/A                            |                     |
| モニュメント駅                                                | シティ・オブ・ロンドン           | ロンドン地下鉄                     | シティ                         |                     |
| ムーアゲート駅                                                | シティ・オブ・ロンドン           | ロンドン地下鉄                     | シティ                         |                     |
| ノッティング・ヒル・ゲート駅                                  | ケンジントン・アンド・チェルシー | ロンドン地下鉄                     | ウエスト・エンド               | ゾーン2にも含まれる |
| オールド・ストリート駅                                        | イズリントン                     | ロンドン地下鉄                     | シティ                         |                     |
| オックスフォード・サーカス駅                                  | ウェストミンスター               | ロンドン地下鉄                     | ウエスト・エンド               |                     |
| パディントン駅 (サークル線、ディストリクト線、ベイカールー線) | ウェストミンスター               | ロンドン地下鉄                     | ウエスト・エンド               |                     |
| パディントン駅 (サークル線、ハマースミス&シティ線)            | ウェストミンスター               | ロンドン地下鉄                     | ウエスト・エンド               |                     |
| パディントン駅                                                | ウェストミンスター               | ネットワーク・レール               | N/A                            |                     |
| ピカデリー・サーカス駅                                        | ウェストミンスター               | ロンドン地下鉄                     | ウエスト・エンド               |                     |
| ピムリコ駅                                                    | ウェストミンスター               | ロンドン地下鉄                     | ウエスト・エンド               |                     |
| クイーンズウェイ駅                                            | ウェストミンスター               | ロンドン地下鉄                     | ウエスト・エンド               |                     |
| リージェンツ・パーク駅                                        | ウェストミンスター               | ロンドン地下鉄                     | ウエスト・エンド               |                     |
| ラッセル・スクウェア駅                                        | カムデン                         | ロンドン地下鉄                     | 両方                           |                     |
| ショアディッチ・ハイ・ストリート駅                            | ハックニー                       | ロンドン・オーバーグラウンド       | N/A                            |                     |
| スローン・スクエア駅                                          | ケンジントン・アンド・チェルシー | ロンドン地下鉄                     | ウエスト・エンド               |                     |
| サウス・ケンジントン駅                                        | ケンジントン・アンド・チェルシー | ロンドン地下鉄                     | ウエスト・エンド               |                     |
| サザーク駅                                                    | サザーク                         | ロンドン地下鉄                     | N/A                            |                     |
| セント・ジェームズ・パーク駅                                  | ウェストミンスター               | ロンドン地下鉄                     | ウエスト・エンド               |                     |
| セント・パンクラス国際駅                                      | カムデン                         | ネットワーク・レール               | N/A                            |                     |
| セント・ポールズ駅                                            | シティ・オブ・ロンドン           | ロンドン地下鉄                     | シティ                         |                     |
| テンプル駅                                                    | ウェストミンスター               | ロンドン地下鉄                     | 両方                           |                     |
| トテナム・コート・ロード駅                                    | ウェストミンスター               | ロンドン地下鉄                     | 両方                           |                     |
| タワー・ゲートウェイ駅                                        | シティ・オブ・ロンドン           | ドックランズ・ライト・レイルウェイ | N/A                            |                     |
| タワーヒル駅                                                  | タワーハムレッツ                 | ロンドン地下鉄                     | シティ                         |                     |
| ヴォクスホール駅                                              | ランベス                         | ロンドン地下鉄                     | ウエスト・エンド               | ゾーン2にも含まれる |
| ヴォクスホール駅                                              | ランベス                         | サウス・ウェスタン・レールウェイ   | N/A                            | ゾーン2にも含まれる |
| ヴィクトリア駅                                                | ウェストミンスター               | ロンドン地下鉄                     | ウエスト・エンド               |                     |
| ヴィクトリア駅                                                | ウェストミンスター               | ネットワーク・レール               | N/A                            |                     |
| ウォーレン・ストリート駅                                      | カムデン                         | ロンドン地下鉄                     | 両方                           |                     |
| ウォータールー・イースト駅                                    | ランベス                         | サウスイースタン                   | N/A                            |                     |
| ウォータールー駅                                              | ランベス                         | ロンドン地下鉄                     | 両方                           |                     |
| ウォータールー駅                                              | ランベス                         | ネットワーク・レール               | N/A                            |                     |
| ウェストミンスター駅                                          | ウェストミンスター               | ロンドン地下鉄                     | 両方                           |                     |